# Francisca Valenzuela
Francisca Valenzuela Méndez le 17 mars 1987 à San Francisco, est une chanteuse chilienne.

## Discographie

### Albums
- 2007 : 'Muérdete la lengua
- 2011 : 'Buen soldado
- 2014 : 'Tajo abierto
- 2020: 'La Fortaleza

### Singles
- 2006 : Peces
- 2006 : Dulce
- 2007 : Muérdete la lengua
- 2008 : Afortunada
- 2008 : Muleta
- 2011 : Quiero verte más
- 2011 : Qué sería
- 2011 : En mi memoria
- 2012 : Buen soldado
- 2014 : Prenderemos fuego al cielo
- 2014 : Armadura
- 2015 : Insulto
- 2015 : Almost Superstars
- 2016 : Catedral
- 2016 : Estremecer
- 2018 : Tómame
- 2018 : Ya no se trata de ti
- 2019 : Héroe
- 2019: Al Final del Mundo
- 2020:  Flotando